# Savigny-en-Véron
Savigny-en-Véron ist eine französische Gemeinde mit 1.539 Einwohnern (Stand: 1. Januar 2022) im Département Indre-et-Loire in der Region Centre-Val de Loire. Sie gehört zum Arrondissement Chinon und zum Kanton Chinon. Die Einwohner werden Savigniens genannt.

## Geographie
Savigny-en-Véron liegt am Südufer der Loire. Im Süden begrenzt die Vienne die Gemeinde. Umgeben wird Savigny-en-Véron von den Nachbargemeinden Chouzé-sur-Loire im Norden, Avoine im Nordosten, Beaumont-en-Véron im Osten, Saint-Germain-sur-Vienne im Süden und Südwesten sowie Candes-Saint-Martin im Westen. 

## Bevölkerungsentwicklung
| 1962                       | 1968 | 1975 | 1982 | 1990 | 1999 | 2006 | 2017 |
| -------------------------- | ---- | ---- | ---- | ---- | ---- | ---- | ---- |
| 1054                       | 1055 | 1005 | 1257 | 1400 | 1272 | 1409 | 1542 |
| Quellen: Cassini und INSEE |      |      |      |      |      |      |      |

## Sehenswürdigkeiten
- Ökomuseum